# L'Obélisque noir
Pour les articles homonymes, voir Obélisque noir.

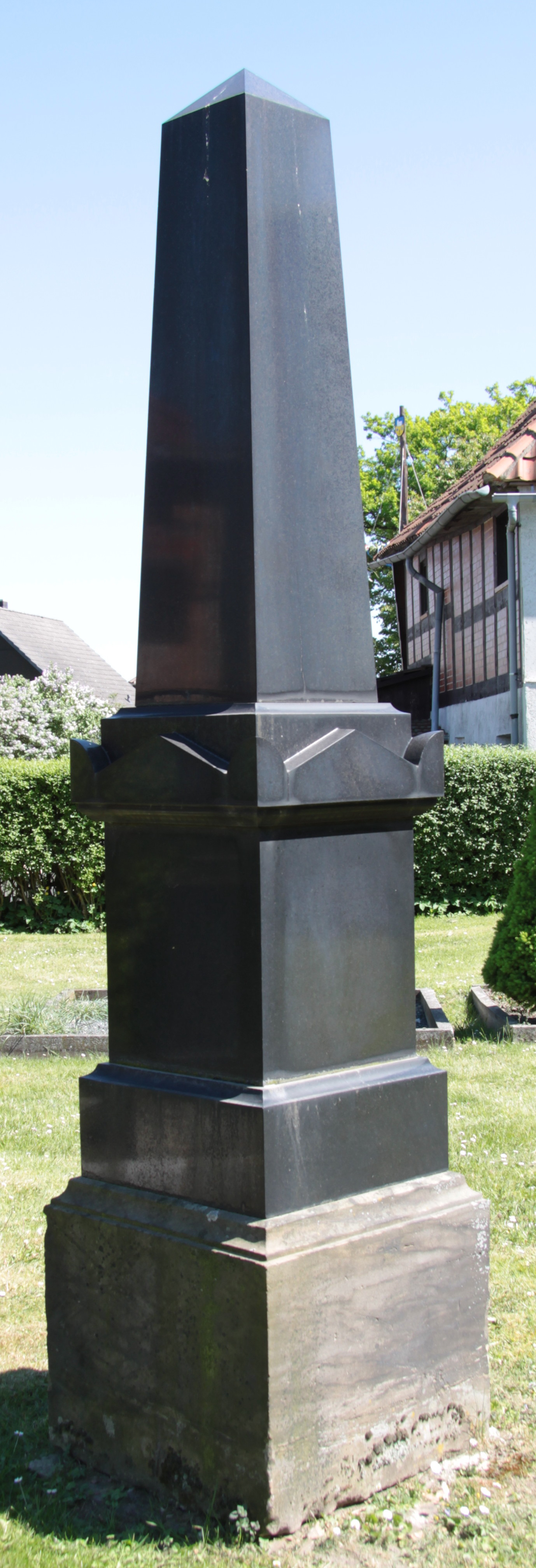
Obélisque en granit noir de Suède poli sur socle de grès, typique de la classe moyenne allemande fin XIXe siècle, début XXe siècle

L'Obélisque noir (titre original en allemand : Der schwarze Obelisk) est un roman écrit en 1956 par l'écrivain allemand Erich Maria Remarque (1898-1970). Ce roman décrit, non sans humour, l'atmosphère délétère qui règne en Allemagne au début des années 1920 et ce, dans le contexte de l'hyperinflation de la République de Weimar et de la légende nationaliste du coup de poignard dans le dos.

## Le titre du livre
L'« Obélisque noir » est le nom d'une stèle funéraire en granit noir de Suède poli. Il est pompeux, imposant et invendable. Il trône à l'extérieur depuis 60 ans devant une des fenêtres de l'entreprise de pompes funèbres. Ce monument matérialise des éléments essentiels du roman, de par sa position dans la cour de l'entreprise et de par sa symbolique mortuaire et réactionnaire. Il sert d'urinoir, de « pissoir », à un ancien sous-officier militariste et alcoolique qui rentre tous les jours enivré dans l'appartement voisin qu'il occupe avec sa femme et ses filles. Le roman se conclut avec l'achat par un client particulier de cet obélisque réputé invendable.

## Les protagonistes
Ludwig (ou Louis, selon les éditions françaises) Bodmer est le personnage central du roman et le narrateur. C'est un vétéran de la Première Guerre mondiale âgé de 25 ans. Il est profondément traumatisé par son expérience au front et désabusé par la situation économique et politique de l'Allemagne d'après-guerre. Il caresse le rêve de se consacrer entièrement à la poésie, mais il doit travailler pour gagner sa vie. Il est l'employé d'une petite société qui vend des stèles funéraires et des pierres tombales, la firme «Henrich (Henri) Kroll et fils, monuments funéraires» sise dans la ville de Werdenbrück. Ludwig est aussi organiste dans un asile d'aliénés pour arrondir ses fins de mois. S'ensuit toute une galerie de personnages hauts en couleur ou pittoresques, dont son meilleur ami et employeur Georg (Georges) Kroll. Le frère de celui-ci, Heinrich (Henri), est plus falot et l'archétype du « Niebelung » nationaliste discipliné et obtus avec lequel son frère est en totale opposition tant sur le plan professionnel que sur le plan personnel. Leur voisine Lisa qui habite l'appartement d'en face est la femme du tueur de chevaux Watzek, un être rustre qui montre sa fascination pour Hitler. Elle entretient une liaison avec Georg. Quant à Ludwig, il rend visite régulièrement à une jeune femme schizophrène enfermée dans l'asile psychiatrique où il pratique la musique, elle se fait appeler Isabelle ou Jenny selon la personnalité qu'elle endosse, Jenny étant un hypocoristique de son véritable prénom Geneviève (en français dans le texte), de même qu'elle le nomme Rudolf, Rolf, voire Raoul, mais jamais par son véritable prénom. Il éprouve pourtant beaucoup de plaisir et de sérénité en sa compagnie, car les sujets qu'ils abordent ensemble ne sont pas dénués de poésie et de pertinence philosophique. Le médecin de l'hôpital considère d'ailleurs que ses visites sont une aide précieuse pour la jeune femme. Eduard (Édouard) l'hôtelier-restaurateur est aussi le fondateur du club de poésie dont fait partie Ludwig, les deux ne s'apprécient guère et ce dernier ne manque jamais une occasion de le ridiculiser, d'autant plus qu'en raison de l'inflation, les tickets de restaurant acquis à l'avance auprès d'Eduard ne valent plus rien et que Ludwig et Georg en profitent pour manger régulièrement quasiment à l'œil, ce qui provoque l'ire du restaurateur. Plusieurs autres personnages apparaissent dans le roman, dont Gerda l'acrobate, une artiste libre et opportuniste ; le menuisier Wilke qui fabrique les cercueils ; le sculpteur Kurt Bach ; le révérend Bodendiek, ecclésiastique bon vivant qui a un penchant marqué pour le jus de la treille ; les poètes Hungermann et Otto Bambuss qui cherche l'inspiration ; Riesenfeld, le vendeur de pierre qu'il faut amadouer pour obtenir la matière première ; Willy l'ancien combattant, spéculateur enrichi ; Renée de la Tournelle artiste à la voix de stentor.

## Résumé de quelques passages
De jeunes provocateurs, qu'on suppose être de futures recrues pour la SA, prennent à partie Ludwig et ses camarades anciens combattants comme lui, et les accusent de trahison car ils ont refusé de chanter le Deutschland über alles, l'ancien hymne national alors interdit, puis ces voyous encore juvéniles les traitent de lâches pour avoir supposément provoqué la défaite de l'Allemagne. Les vétérans ne se laissent pas faire et forcent les voyous à reculer. Lors d'un second affrontement avec cette bande, on voit un invalide de guerre utiliser sa prothèse pour les rosser. 
On assiste aussi à la montée de l'antisémitisme en Allemagne. Le narrateur met en scène l'inauguration d'un monument aux morts dans une localité proche, monument livré par l'entreprise Kroll, mais que le maire refuse de payer comptant dans un premier temps. Une cérémonie en mémoire des victimes de la guerre est organisée avec un prêtre catholique et un prêtre protestant, mais aucun rabbin n'est invité alors que deux des morts au champ d'honneur sont de confession juive. C'est en raison de l'opposition des deux ecclésiastiques qu'il n'a pas été convié, mais surtout de celle du président des anciens combattants Wolkenstein, un antisémite qui croit que la guerre a été perdue à cause des Juifs. Dans un premier temps, il n'est pas question d'inscrire leurs noms sur le monument, mais finalement le maire fait pression pour qu’ils y figurent, non par souci d’équité, mais parce qu'il ne veut pas qu'on remette en question la présence du nom de son fils sur le monument, alors qu'il est décédé de la grippe à l'hôpital en 1918 sans jamais avoir mis les pieds sur un champ de bataille. Cependant, les deux noms des frères Lévy sont gravés sur les deux dernières places au dos du monument à hauteur de pipi de chien. L'auteur montre aussi l'évolution des sentiments éprouvés par les anciens combattants tout d'abord pacifistes au sortir de la guerre, puis résolument nationalistes et agressifs désormais.
Isabelle-Geneviève guérit peu à peu, partiellement grâce à l'influence positive de Ludwig. Cependant, lorsque celle-ci recouvre finalement sa santé mentale, elle a tout oublié de l'époque où elle était malade jusqu'à l'existence même de Ludwig qu'elle félicite poliment pour ses qualités de musicien, alors qu'il était son plus proche confident et qu'ils n'évoquaient jamais la musique.
Peu avant son départ pour Berlin, le narrateur parvient à vendre le fameux obélisque à la maison close la plus réputée de Werdenbrück, en effet, on apprend que Malwine, « la jument de fer » (ou « le cheval de fer », selon la traduction) est décédée et que ses collègues de l'établissement achètent l'obélisque pour honorer sa mémoire.
La mise en circulation d'une nouvelle monnaie semble résoudre le problème d'hyperinflation. Le roman s'achève sur le destin des différents protagonistes après la Seconde Guerre mondiale.